# Philautus amoenus
Philautus amoenus és una espècie de granota que es troba a Malàisia.